# 阿克莎歌舞團
阿克莎歌舞團(英文：Alcazar Theatre)位於泰國的春武里府之博他耶市的博他耶第二街。它是一個以變性人(由男性變成女性)為主要演員的歌舞表演團體。從20世紀的80年代開始營業，當時只有40多位演員及350席的小劇場。現在有440多位演員及1,200席的世界級劇場。

## 表演時間
- 每天晚上9:00開始。